# Трифенілфосфін
Трифенілфосфі́н (назва за ІЮПАК — трифенілфосфа́н) — фосфорорганічна сполуках з хімічною формулою P(C6H5)3, часто скорочується до PPh3 або Ph3P. Трифенілфосфін широко використовується в синтезі органічних і металоорганічних сполук. За нормальних умов, PPh3 — це безбарвні, відносно стабільні на повітрі кристали, які розчиняються в неполярних органічних розчинниках, таких як бензен і діетиловий ефір.

## Отримання
В лабораторних умовах трифеніл фосфін може бути отриманий шляхом взаємодії трихлориду фосфору з фенілмагнійбромідом або феніллітієм. В промисловості трифенілфосфін отримують шляхом взаємодії трихлориду фосфору, хлорбензолу та натрію.

## Застосування

### У реакції Віттіга
Трифенілфосфін є одним з вихідних реагентів реакції Віттіга, реакції між карбонільною сполукою та фосфонієвим ілідом з утворенням алкену. Фосфонієві іліди утворюються при депротонуванні фосфонієвих солей сильною основою. Фосфонієві солі, в свою чергу утворюють з трифенілфосфіну та алкілгалогеніду.